# Clube Esportivo Aimoré
El Clube Esportivo Aimoré es un club brasileño de fútbol, ubicado en São Leopoldo, ciudad del estado del Río Grande del Sur.

## Historia
El Aimoré fue fundado el 26 de marzo de 1936, y sus colores son azul y blanco. El primer nombre del club fue Malga Foot-Ball Clube,  siendo alterado en el día de su fundación para Clube Esportivo Aimoré. La primera sede del club era ubicada en um edificio al lado de un mercado que era de João Ignacio da Silveira, primer presidente del Aimoré.

## Entrenadores
- Remi Faller (?–abril de 1954)[3]
- Luiz Engelke (abril de 1954–junio de 1958)[3][4]
- Fortunato Tonelli (junio de 1958–enero de 1959)[5][6]
- Itacir Mandelli (interino- enero de 1959)[7]
- Carlos Froner (enero de 1959–enero de 1960)[7][8][9]
- Joní Alves (enero de 1960–?)[10]
- Carlos Froner (diciembre de 1965–diciembre de 1966)[11][12]
- Foguinho (enero de 1967–?)[13]
- Hélio Vieira (febrero de 2014–?)[14]
- PC de Oliveira (junio de 2019–febrero de 2020)[15][16]
- Hélio Vieira (febrero de 2020–?)[17]
- Gilson Maciel (octubre de 2020–julio de 2021)[18][19]
- Gelson Conte (abril de 2023–julio de 2023)[20][21]
- China Balbino (julio de 2023–2023)[1]
- Arílson Costa (marzo de 2024–presente)[2][22][23]

## Estadio
El 26 de marzo de 1961, fecha del 25° aniversario del Aimoré, fue fundado el Estadio João Correa da Silveira, conocido en su localidad por Cristo Rei, en un partido inaugural contra el Internacional de Porto Alegre. El Aimoré ganó por 1-0.  

## Palmarés
- Campeonato Gaúcho - Tercera División (1): 2012
- Campeonato Citadino de São Leopoldo (5): 1942, 1943, 1945, 1950 e 1951